# Lincoln Highway

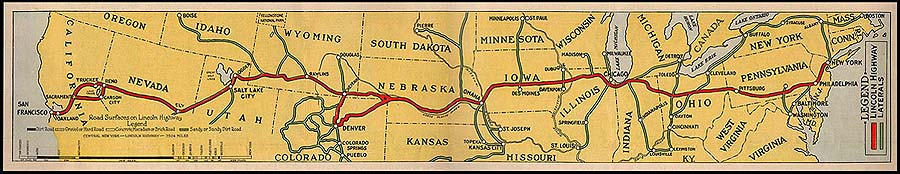
Kaart

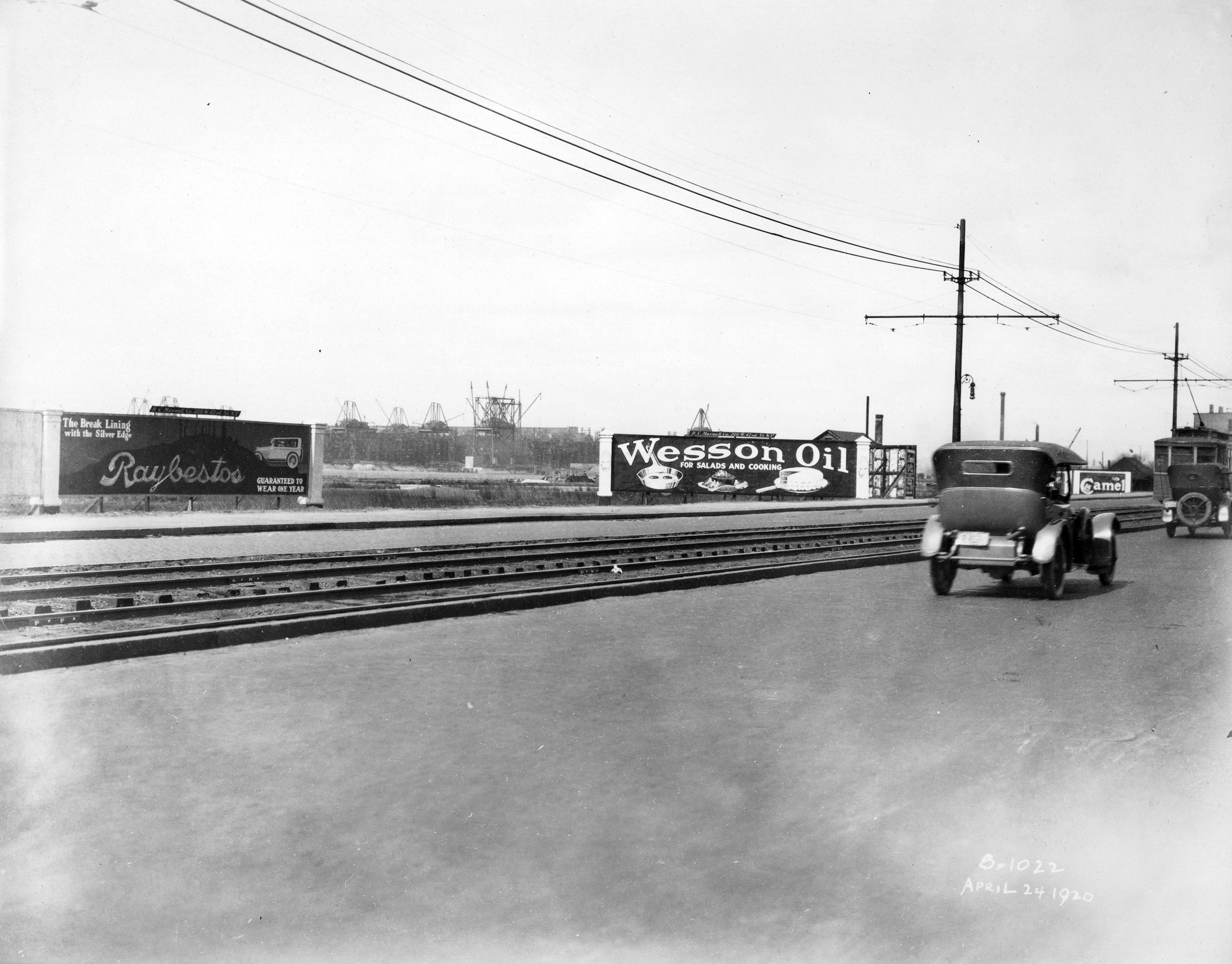
Lincoln Highway bij Hack River in New Jersey (april 1920)

De Lincoln Highway was de eerste snelweg in de Verenigde Staten die de oost- en westkust met elkaar verbond. Hij liep van Times Square in New York, tot aan het Lincoln Park in San Francisco en doorkruiste daarbij oorspronkelijk 13 Amerikaanse staten: New York, New Jersey, Pennsylvania, Ohio, Indiana, Illinois, Iowa, Nebraska, Colorado, Wyoming, Utah, Nevada en Californië. De totale lengte van de weg bedroeg zo'n 3389 mijlen (5454 kilometer). In 1928 werd de weg echter zo omgelegd, dat hij vanaf toen ook het noordelijkste puntje van West Virginia raakte. Tegenwoordig worden er dus 14 staten door de weg doorkruist.